# Präferenz (Wirtschaftswissenschaften)
Präferenzen (von lateinisch prae-ferre „vorziehen“) sind in den Wirtschaftswissenschaften die von Marktteilnehmern bei ihrem Marktverhalten gezeigten Priorisierungen bei Kauf- und Verkaufsentscheidungen.

## Allgemeines
Gibt es mindestens zwei Handlungsalternativen, so kann und muss sich der Entscheidungsträger
für eine der Alternativen entscheiden. Diese Alternative wählt er auf Basis seiner Präferenzen. 
Zum Beispiel wählt er aus einem Güterbündel von vergleichbaren Gütern auf Basis seiner Präferenzen ein aufgrund bestimmtes Gut aus. Dabei stehen Produktmerkmale oder Produktattribute wie Preis, Preis-Leistungs-Verhältnis, Produktdesign, Produktqualität/Dienstleistungsqualität, Marke (Herstellermarke oder Eigenmarke), Leistung oder Verpackung in einer Korrelation mit den Präferenzen der Konsumenten. Ein Verbraucher, für den die Produktqualität im Vordergrund steht, präferiert das Gut mit der höchsten Qualität.

## Betriebswirtschaftslehre
Erich Gutenberg ging 1956 bei einem vollkommenen Markt davon aus, dass alle Marktteilnehmer entweder das Ziel Gewinnmaximierung (Produzenten) oder Nutzenmaximierung (Konsumenten) verfolgen, wobei die Anpassungsgeschwindigkeit an eingetretene Änderungen von Marktdaten unendlich ist, vollkommene Markttransparenz herrscht (Informationsgrad: 100 %) und bei Anbietern und Nachfragern keine Präferenzen vorhanden sind („Homogenitätsbedingung“).
In der Betriebswirtschaftslehre wird zwischen persönlichen, räumlichen, sachlichen und persönlichen Präferenzen der Marktteilnehmer unterschieden:
| Art                     | Begriffsinhalt |
| ----------------------- | --- |
| persönliche Präferenzen | werden geschaffen durch Vertrauen (etwa durch gute Beratung) in die Person des Verkäufers und führen zur Kundenbindung           |
| räumliche Präferenzen   | außerhalb eines Punktmarkts vorhandene Möglichkeit, den Marktort auswählen zu können; führt zur Verringerung der Transportkosten |
| sachliche Präferenzen   | gibt es nur bei Heterogenität von Gütern und Dienstleistungen, führt zur Markentreue/Produkttreue                                |
| zeitliche Präferenzen   | die Möglichkeit der Marktteilnehmer, für die Transaktion einen bestimmten Zeitpunkt auswählen zu dürfen (Ladenschluss)           |

Zu den persönlichen Präferenzen gehören beispielsweise die Reputation eines Anbieters oder langjährige Geschäftsbeziehung (Stammkunde) oder hohe Wechselkosten, zu den räumlichen der Standortvorteil des Anbieters oder der Punktmarkt, zu den sachlichen Produkttreue, Produktqualität/Dienstleistungsqualität, zu den zeitlichen die Öffnungszeiten oder der Schlussverkauf.
Diese Präferenzen wirken sich im Rahmen der Preispolitik auf die Preisbildung aus, weil ein Unternehmen, zu dem Kunden mindestens eine Präferenz besitzen, einen so genannten monopolistischen Bereich aufweisen (monopolistische Konkurrenz), in welchem sie Preise variieren können, ohne dass sich dies – präferenzbedingt – auf den Umsatz auswirkt. Kunden sind wegen der Präferenzen bereit, ihre Preissensibilität aufzugeben.

## Volkswirtschaftslehre
Auf unvollkommenen Märkten gibt es Präferenzen (Vorlieben) einzelner Marktteilnehmer, die dazu führen, dass sie nicht ausschließlich nach dem Marktpreis entscheiden. Dann sind die Güter und Dienstleistungen nicht mehr homogen. Ein unvollkommener Markt liegt entweder vor, wenn heterogene Güter auf jedem Markt oder homogene Güter auf Gebietsmärkten gehandelt werden.
Wichtigste Präferenzen sind die sachlichen, die daraus resultieren, dass vergleichbare Handelsobjekte nicht miteinander identisch sind (etwa Tafelschokolade verschiedener Hersteller), aber dennoch jede einzelne den Bedarf decken kann. Diese Güter sind Substitutionsgüter, die zueinander in Substitutionskonkurrenz stehen. Räumliche Präferenzen entstehen dadurch, dass sich Anbieter und Nachfrager meist nicht am selben Ort befinden (selbst beim Präsenzhandel wohnt der Käufer nicht im Laden) und mindestens ein Marktteilnehmer Transportkosten aufwenden muss. Zeitliche Präferenzen können sich aus der Verfügbarkeit von Gütern ergeben, wenn Güter aus dem Lagerbestand sofort geliefert werden können oder dagegen eine längere Lieferzeit besteht. Persönliche (und auch sachliche) Präferenzen schließlich können durch Werbung aufgebaut werden. „Durch das Vorhandensein von Präferenzen wird die Einheitlichkeit des Marktpreises, wie sie auf vollkommenen Märkten anzutreffen ist, aufgehoben.“ Für vergleichbare Güter, die denselben Bedarf decken, gibt es gleichzeitig mehrere verschieden hohe Preise.
Die Präferenzrelation ist die Beziehung zwischen den Elementen einer Menge von Handelsobjekten, nach denen ein Marktteilnehmer diese Objekte mit einer Rangfolge einstuft; die Präferenzrelation schafft eine Präferenzordnung. Das das individuelle Kaufverhalten wird oft durch Präferenzen und Handlungsbeschränkungen erklärt.

## Marketing
Eine Präferenz-Strategie ist eine Marketing-Strategie, bei der die Erzeugung eines besonderen Markenimages im Vordergrund steht, um beim Kunden sachliche Präferenzen zu erzeugen. Wenn das gelingt, kann die Absatzmenge des Produktes steigen und/oder der Preis erhöht werden. Es gibt auch Produkte, bei denen der Absatz steigt, weil der Preis gestiegen ist (siehe Snobeffekt).

## Handelspolitik
In der Handelspolitik räumt ein Staat anderen Staaten Präferenzen beim Export oder Import ein. Eine tarifäre Begünstigung ist beispielsweise der Präferenzzollsatz.

## Messung
Zur Messung von Präferenzen wurde eine Reihe von Verfahren entwickelt. Grundsätzlich ist hierbei zwischen direkten und indirekten Verfahren zur Präferenzmessung zu unterscheiden. Bei der direkten Präferenzmessung werden die Probanden unmittelbar nach ihren Präferenzen für eine bestimmte Alternative (z. B. eine politische Partei, ein Produkt) befragt. Im Gegensatz dazu werden die Probanden bei der indirekten Präferenzmessung nicht direkt zu einer einzelnen Alternative befragt, sondern die Präferenzen der Probanden werden indirekt auf Basis von zum Beispiel Auswahlentscheidungen zwischen verschiedenen Alternativen (z. B. mehrere politische Parteien, mehrere Produkte) berechnet. Die Methoden zur Präferenzmessung lassen sich weiterhin danach unterscheiden, ob sie in einem hypothetischen oder einem so genannten anreiz-kompatiblen (d. h. realen) Kontext durchgeführt werden. Weiter wird zwischen objektiven, subjektiven und verhaltensbezogenen Messverfahren unterschieden.

## Wirtschaftliche Aspekte
Die Verstetigung der Wahlentscheidung ist ein wesentliches Element einer Präferenz. Das bedeutet, dass eine vorhandene Präferenz vom Konsumenten bei jeder Kaufentscheidung zugrunde gelegt wird. Umstritten ist allerdings, wie weit ein Anbieter seine Präferenzen zur Geltung bringen darf (etwa in Form einer Unterscheidung zwischen „erwünschten“ und „unerwünschten“ Gästen am Eingang zu seiner Diskothek); s. a. Preisdiskriminierung#Preisdifferenzierung 3. Ordnung: Segmentierung. Hier stehen sich Hausrecht und Diskriminierungsverbot gegenüber.